# 象山神社
象山神社（ぞうざんじんじゃ）は、長野県長野市松代町にある神社。幕末の松代藩士で思想家の佐久間象山を祀る。本殿等は登録有形文化財で、園池は登録記念物。

## 概要
1913年（大正2年）の象山殉難五十年祭を機に、地元松代町出身の大審院長・横田秀雄を中心に神社建立が計画され、1938年（昭和13年）に創建された。
社地は旧佐久間象山邸であり、境内には象山ゆかりの建物が松代町内や京都から移築されている。
なお、佐久間象山の名は一般的には「しょうざん」と読まれるが、地元長野県では「ぞうざん」と呼び習わされている。神社の名もこれに習い「ぞうざんじんじゃ」と読む。

## 歴史
- 1913年（大正2年） - 象山殉難五十年祭。神社建立の機運が盛り上がる。同年、佐久間象山宅跡が埴科郡松代町（当時）に寄付される[3]。
- 1931年（昭和6年） - 創立許可。
- 1938年（昭和13年）11月3日 - 象山神社創建。
- 1960年（昭和35年）2月11日 - 佐久間象山宅跡が長野県指定史跡に指定[4]。
- 1964年（昭和39年）11月11日 - 省諐録の碑を建立。
- 1973年（昭和48年）11月9日 - 望岳賦の碑を東京都杉並区から移築。
- 1976年（昭和51年）4月11日 - 桜賦の碑を建立。
- 1978年（昭和53年） - 高義亭を松代町内から移築。
- 1979年（昭和54年）3月12日 - 高義亭が長野市指定有形文化財に指定[5]。
- 1981年（昭和56年） - 煙雨亭を京都市中京区から移築。
- 2005年（平成17年）12月26日 - 本殿、宝殿、拝殿・祝詞殿、斎館、社務所、絵馬殿が国の登録有形文化財に登録。
- 2008年（平成20年）7月28日 - 園池が国の登録記念物に登録。
- 2010年（平成22年）9月26日 - 翌年の佐久間象山先生生誕二百年大祭に先立ち、佐久間象山銅像を建立[6]。
- 2018年（平成30年）11月25日 - 幕末に活躍した松代藩主・真田幸貫（江戸幕府老中）と志士・英傑（小林虎三郎、吉田松陰、勝海舟、坂本龍馬、橋本左内）の銅像除幕式[7]。

## 境内
- 本殿 - 国の登録有形文化財[8]
- 宝殿 - 国の登録有形文化財[9]
- 拝殿・祝詞殿 - 国の登録有形文化財[10]
- 斎館 - 国の登録有形文化財[11]
- 絵馬殿 - 国の登録有形文化財[12]

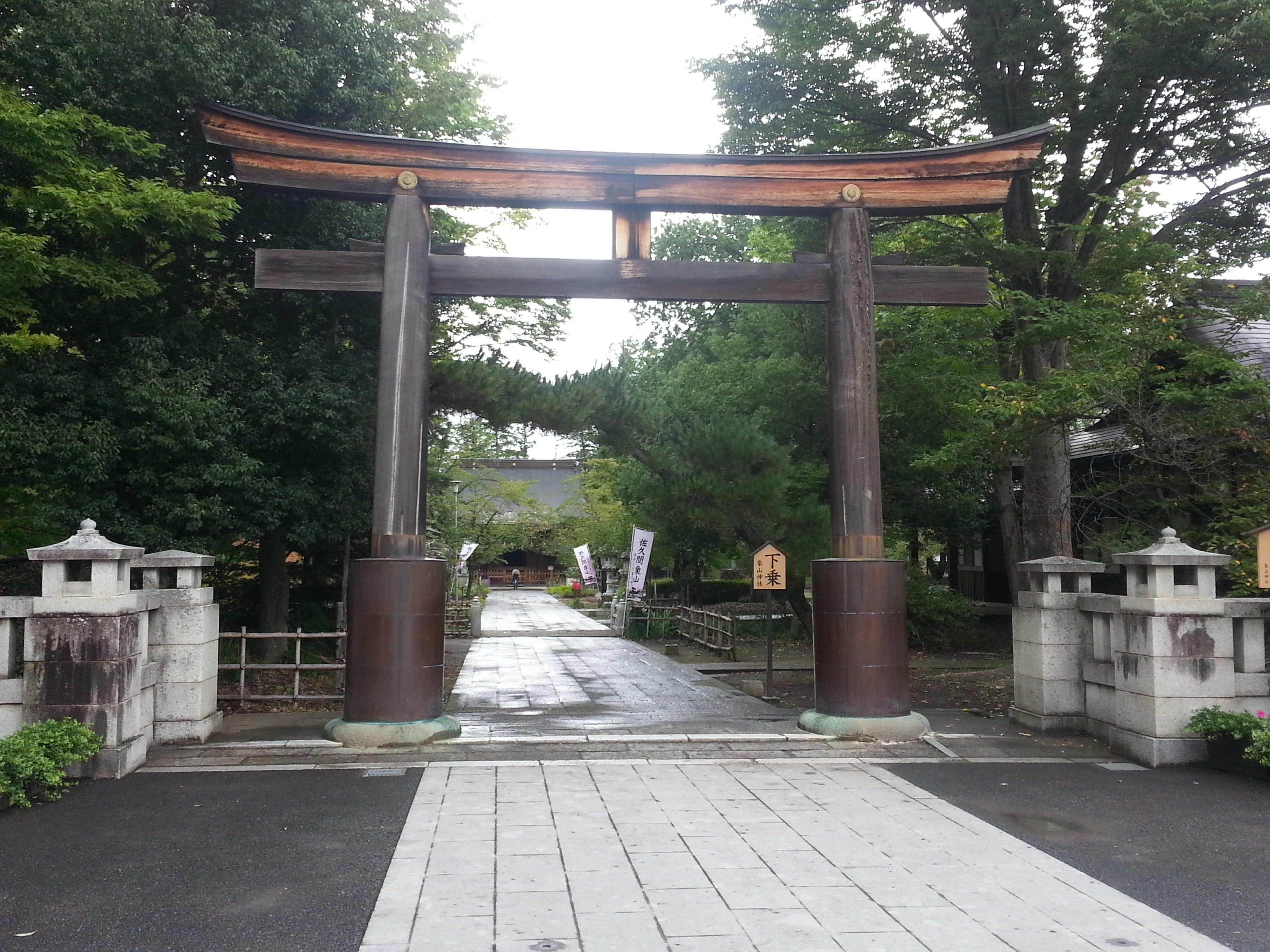
境内入口の鳥居

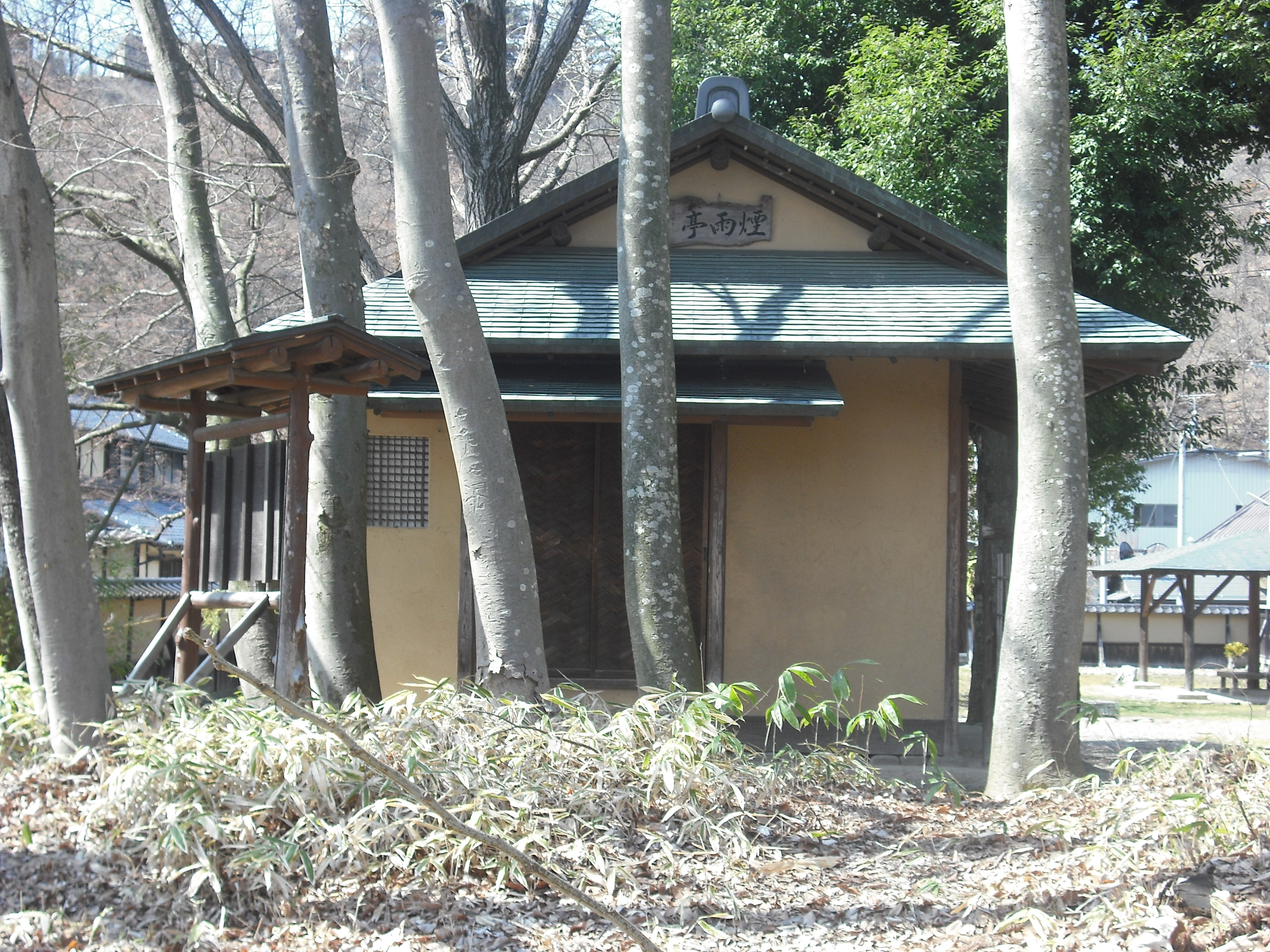
煙雨亭

- 高義亭 - 松代藩家老望月主水下屋敷（佐久間象山蟄居先）の別棟。松代町松代御安町から移築。長野市指定有形文化財[13]。
- 煙雨亭 - 象山が暗殺までの2か月を過ごした煙雨楼の茶室。昭和56年（1981年）に京都市中京区木屋町通三条から移築。この家から東山や八坂の塔を眺めることができ、その雨に煙る風情を象山が愛でたことが名前の由来。
- 佐久間象山宅跡 - 当時のものは井戸のみ残り、「象山先生誕生地」の碑が建つ。長野県指定史跡[4][14]。
- 碑石
  - 望岳賦
  - 桜賦
  - 省諐録（せいけんろく）
- 庭園・心の池 - 国の登録記念物[15]
- 佐久間象山銅像 - 佐久間象山先生生誕二百年大祭に先立ち建立された（田畑功の作品）[6]。
- 横田秀雄顕彰碑
- 社務所 - 国の登録有形文化財[16]

## 交通
- JR・長野電鉄長野駅からアルピコ交通（川中島バス）30・48系統に乗車、「松代八十二銀行前」下車
- JR・しなの鉄道篠ノ井駅からアルピコ交通（川中島バス）130系統に乗車、「紺屋町」下車
- 上信越自動車道長野ICから車5分

## 周辺
- 象山記念館
- 文武学校
- 旧真田邸
- 真田宝物館
- 恵明寺
- 松代大本営跡